# الباگو لایباچی
الباگو لایباچی (انگلیسی: Albugo laibachii) گونه ای از آب‌کپک است و یک گیاه بیماری‌زاست.